# Jiří Hromada
Jiří Hromada (14. června 1958 Chomutov – 14. října 2024 Praha) byl český herec, gay aktivista, politik, v letech 1991–2006 prezident celostátní organizace českého gay a lesbického hnutí, 2007–2010 šéf poradců ministryně pro lidská práva Džamily Stehlíkové a poradce ministra Michaela Kocába, v letech 2011–2017 prezident Herecké asociace.

## Život
Narodil se v severočeském Chomutově, rodina z matčiny strany pocházela z Hané, dědeček byl ochotnický divadelník. Při narození se Jiří nakazil TBC a prodělal kostní tuberkulózu. Dětství prožil s matkou, jejím otcem a dvěma jejími bratry v Jirkově.

### Studia
Po skončení Základní devítileté školy v Jirkově (1964–1973) vystudoval Gymnázium Chomutov (1973–1977). Během gymnaziálních studií docházel do lidové školy umění v Chomutově na literárně-dramatický obor (1975–1977) k Antonínu Novotnému, režiséru divadla v Mostě.
V letech 1977–1981 studoval obor herectví na Divadelní fakultě Akademie múzických umění v Praze (DAMU). Vedoucím ročníku byl prof. Miloš Nedbal, spolužáky Dana Batulková, Dagmar Čárová, Alena Špačková, Miroslav Babuský, Petr Bednář, Bohumil Klepl, Antonín Navrátil a Dušan Sitek.

### Profesní dráha
Ještě před studiem DAMU začínal v chomutovském Divadle na rynku (amatérské divadlo poezie, v letech 1973–1977), s jehož souborem se zúčastnil např. soutěžních přehlídek Wolkrův Prostějov a Celostátní přehlídky mládeže ve Strážnici. V letech 1974–1977 byl členem amatérského činoherního Divadelního souboru Karel Čapek v Chomutově, v jehož řadách posbíral ceny za herecký výkon na přehlídkách amatérského divadla v Chomutově, Radonicích, Kadani a Svitavách. V letech 1976–1977 také hostoval (jako nečekaný záskok přes noc v roli Guildensterna ve hře Hamlet) v Divadle pracujících v Mostě.
V letech 1979–1981 vystupoval v rámci studentských představení na školní scéně DAMU v divadle DISK. Ve hře E. F. Buriana Vojna reprezentoval DAMU v portugalské Coimbře na festivalu divadelních škol. I během základní vojenské služby v Lešanech (v letech 1982–1983) nastudoval se svým divadlem poezie (Divadlo na lafetě) historickou báseň Sergeje Jesenina: Píseň o velikém pochodu – se souborem dosáhl vítězství v Armádní soutěži umělecké tvořivosti (ASUT) a dvou cen v recitační soutěži Wolkrův Prostějov.
Po studiu získal stálé angažmá v pražském Divadle E. F. Buriana, kde účinkoval deset sezón v letech 1981–1991. Hrál v 66 premiérách a více než 2000 představeních. Mezi jeho herecké partnerky a partnery patřili Milena Dvorská, Miriam Kantorková, Ljuba Krbová, Veronika Gajerová, Jaroslava Obermaierová, Dana Hlaváčová, Dáša Čarová, Josef Větrovec, Petr Oliva, Jiří Holý, Josef Langmiler, Luděk Kopřiva, Tomáš Töpfer, Pavel Trávníček, Ondřej Vetchý, Pavel Kříž, Jiří Langmajer a další. Získal Cenu Českého literárního fondu za herecké výkony v roce 1986.
Od sametové revoluce působil i ve vedení divadla – po odchodu ředitele Jaromíra Pleskota se zúčastnil konkurzu na ředitele divadla, ve kterém podlehl současnému[kdy?] řediteli Divadla Archa až v posledním kole.
V letech 1985–1987 režijně spolupracoval s ochotnickým souborem Přemysl v Jílovém u Prahy a v letech 1986–1991 učil herectví na 1. a 2. stupni lidové školy umění v Praze, kde také režíroval školní inscenace (Mechanické divadlo, Broučci – Jana Jílka).
Po uzavření Divadla E. F. Buriana v roce 1991 Jiří Hromada (v důsledku svého angažmá v LGBT hnutí) omezil divadelní činnost na záskoky (např. v pražském Divadle Rokoko) a věnoval se dabingu a působení v rozhlase. Od roku 2001 byl hercem na volné noze.
V letech 1992–1997 byl šéfredaktorem kulturně společenského časopisu pro gay a lesbickou komunitu SOHO revue, který vydávalo nakladatelství Orbis. Dále pracoval v tomto nakladatelství jako šéfredaktor měsíčníku Parlament (servisní parlamentní zpravodaj, 1995–1996), ředitel nakladatelského domu Orbis (do konce roku 1997), šéfredaktor měsíčníku SOHO Absolut revue (kulturně společenský GL magazín, 1998) a šéfredaktor měsíčníku Gayčko (kulturně společenský GL magazín, 1999–2000). Pod pseudonymem Adam Orh psal příležitostně básně.
V letech 2011–2017 byl prezidentem Herecké asociace, jímž byl jednomyslně zvolen po svém předchůdci Václavu Postráneckém, jemuž už předtím dělal poradce.

### Veřejné aktivity

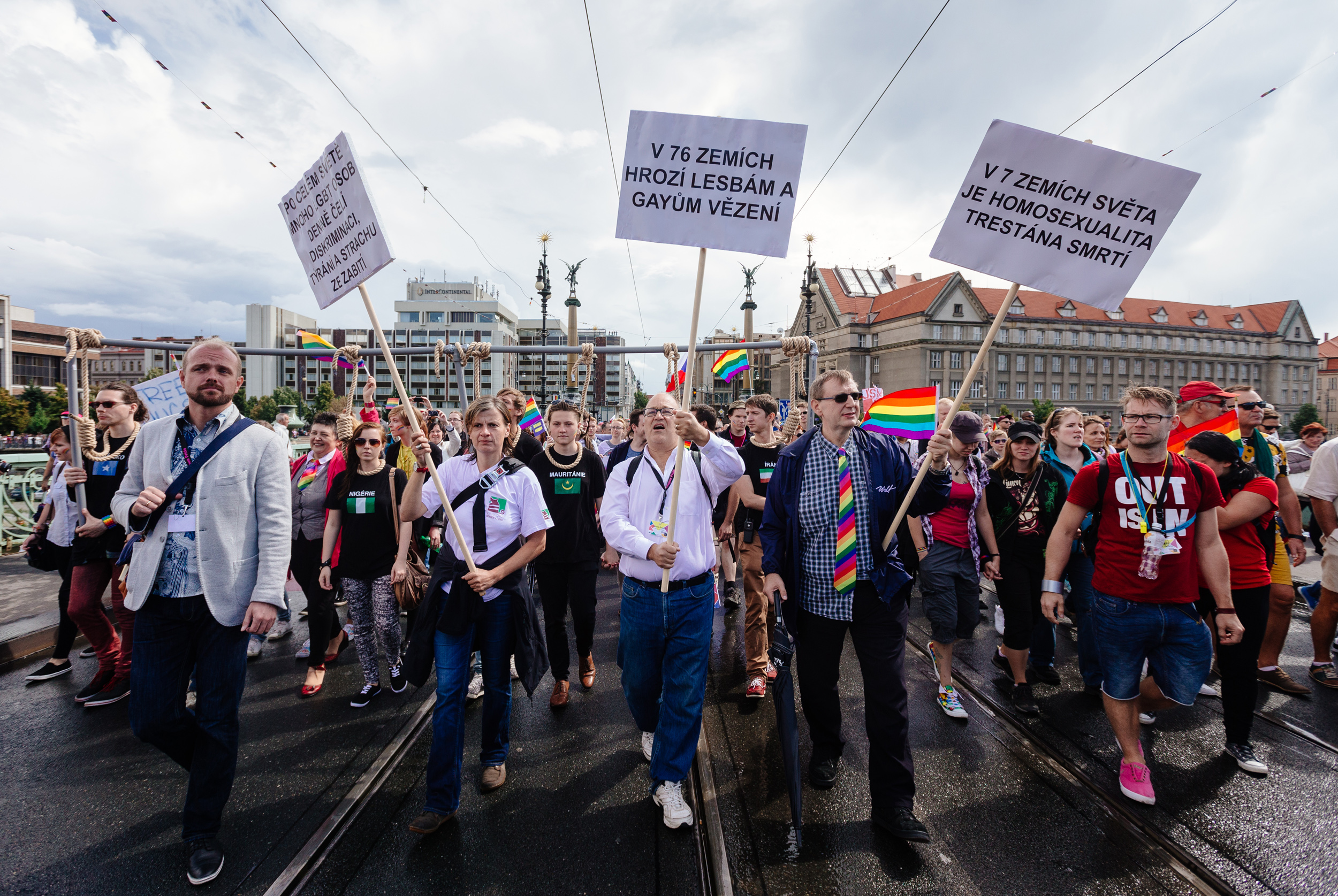
Jiří Hromada v čele průvodu hrdosti Prague Pride 2014

Dlouhodobě se angažoval v emancipačním hnutí LGBT lidí. V únoru 1990 se stal spoluzakladatelem Hnutí za rovnoprávnost homosexuálních občanů (HRHO). V letech 1991–2000 předsedal Sdružení organizací homosexuálních občanů (SOHO) v ČR, které celkově zastřešovalo na čtyřicet regionálních organizací. V letech 2001–2006 byl předsedou Gay iniciativy v ČR (nástupnické organizace SOHO v ČR).
Působil jako člen Výkonného výboru Národní komise pro boj s HIV/AIDS Ministerstva zdravotnictví ČR (1995–2006), člen Výboru pro občanská a politická práva Rady vlády pro lidská práva (1999–2004), člen Komise pro posuzování státní dotace na úseku prevence HIV/AIDS Ministerstva zdravotnictví ČR (2005–2008), člen Pracovní skupiny pro otázky sexuálních menšin ministryně pro lidská práva a národnostní menšiny (2007–2009), člen Výboru pro sexuální menšiny Rady vlády pro lidská práva (2009–2010) a člen správní rady Domu humanity v Mostě (1998–?).
V letech 2007–2008 byl šéfem týmu poradců ministryně vlády ČR Džamily Stehlíkové a poté (2009–2010) poradcem ministra Michaela Kocába.
Sám Hromada své angažmá hodnotil v roce 2020 takto: „Hlavní byla ta cesta. V roce 1990 nás akceptovalo pouze 10 procent občanů, v roce 2006 už to bylo pětasedmdesát procent, loni 80. To je podstatné.“ V roce 2008 obdržel cenu portálu Colour Planet za mimořádný přínos pro LGBT minoritu. V roce 2019 byl za svůj celoživotní přínos pro LGBT komunitu jmenován Maršálem Prague Pride.

### Politické angažmá

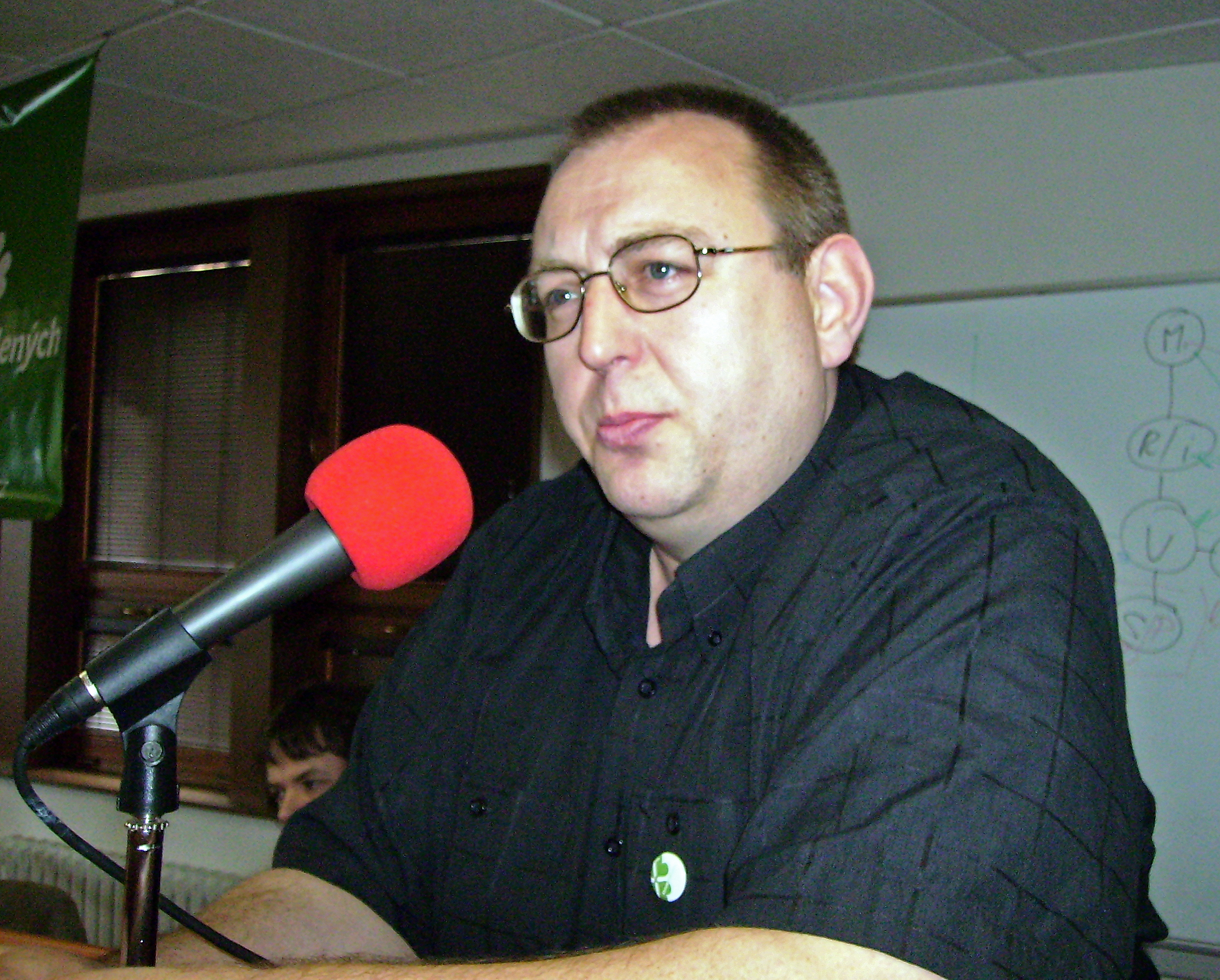
Jiří Hromada na krajské konferenci Strany zelených v dubnu 2008

V červnu 1990 neúspěšně kandidoval do Sněmovny národů Federálního shromáždění za Hnutí za občanskou svobodu (HOS nezískalo potřebný počet hlasů).
V dubnu 2008 ohlásil zájem kandidovat do Senátu Parlamentu ČR za Stranu zelených. Z kandidatury však 1. července 2008 ze zdravotních důvodů odstoupil.
Pro parlamentní volby roku 2009 (konané až v roce 2010) byl zvolen na třetí místo pražské kandidátky Strany zelených. Strana však potřebný počet hlasů nezískala.
Také ve volbách do Poslanecké sněmovny v roce 2017 kandidoval v Praze jako nestraník za Zelené. Strana však potřebný podíl hlasů opět nezískala.
V říjnu 2018 kandidoval za Zelené do zastupitelstva Prahy 1. Strana ve volbách uspěla a Hromada byl jmenován do Komise kultury Prahy 1.
V roce 2019 byl starostou Prahy 4 jmenován poradcem pro oblast kultury a divadel.

### Osobní život
S koncem svého hereckého angažmá v divadle a zejména po smrti své matky (2004) začal Hromada postupně nabírat na váze a v pozdějších letech se potýkal s obezitou. Z kandidatury do Senátu roku 2008 odstoupil kvůli onemocnění rakovinou.
Poslední rok svého života strávil v léčebně dlouhodobě nemocných v Nemocnici Na Františku, kde byl po vážné mozkové příhodě. Zde zemřel dne 14. října 2024 ve věku 66 let. Poslední rozloučení bylo ohlášeno na 29. října 2024 od 15 hodin ve velké obřadní síni krematoria Strašnice.

## Dílo
Jiří Hromada hrál a účinkoval ve 200 televizních inscenacích a pořadech a v 15 filmech. Ztvárnil asi 9000 dabingových rolí a komentářů k dokumentům, v rozhlase vytvořil 1000 rolí ve hrách a literárních pořadech.

### Výběr z rolí v Divadle E. F. Buriana
- … na jaře se k tobě vrátím – Pavka
- Divotvorný klobouk – Strnad
- Vějíř lady Windermerové – Lord Windermere
- Malostranská humoreska – Dr. Kruliš
- Hlasy mrtvých – Eric Kiesswetter
- Komedie plná omylů – Antifolus
- Antigona – Haimon
- Klíče na neděli – Karel
- Divadelní román – Maksudov
- Bláznovy zápisky – Popriščin

### Výběr z filmografie
- Dneska přišel nový kluk (1981)
- Čas zrání (1985)
- XYZ (TV film, 1986)
- Země úsměvů (TV film, 1986)
- Copak je to za vojáka… (1987)
- Čekání na Patrika (1988)
- Kluci z hor (2016)

### Audioknihy
- 2012 Thomas Mann, Smrt v Benátkách. Vydalo Tympanum Praha

### Rozhlasové role
- 1993 Graham Greene,  Lidský faktor, roleː Vypravěč; režie: Jan Berger.
- 2011 Federico Fellini: Lavička v parku, překlad Marina Feltlová, režie: Hana Kofránková, osoby a obsazení: Novinář (Jaroslav Plesl), Roberto (David Novotný), Mario (Bruno Aguas), Naděnka (Andrea Elsnerová), Mladík (Václav Neužil), Muž (Aleš Procházka), Giorgio (Jaromír Meduna), Žena (Miriam Kantorková), Renato (Bořík Procházka), Kluk (Jan Köhler), Kluk (Jiří Köhler), Lavička (Barbora Hrzánová), Tulák (Martin Myšička), Alfredo (Václav Postránecký), Gisella (Věra Kubánková), Orazio (Vladimír Javorský), Pietro (Radek Holub), Antonio (Kamil Halbich) a Piero (Svatopluk Skopal), role boháče.
- 2017 – Robert Musil: Muž bez vlastností, třicetidílná četba na pokračování. Přeložila Anna Siebenscheinová, četl Jiří Hromada, režii měl Vlado Rusko, Český rozhlas.[23]

### Autobiografie
Na podzim 2014 vydal knihu pamětí (u příležitosti výročního 17. listopadu ji věnoval zesnulému prezidentovi Václavu Havlovi).
- HROMADA, Jiří. Prezident, nebo buzerant?. 1. vyd. Praha: Malý princ, 2014. 270 s. ISBN 978-80-87754-44-3.